# 元素 (歌曲)
《元素》（1959年）是幽默作家（Tom Lehrer）的作品，包含了作曲時候的所有（102個）的化學元素。此曲可在他的作品集，《湯姆·萊勒演唱會》、《湯姆·萊勒作的更多歌曲》和《與湯姆·萊勒的浪費之夜》中找到。該曲的曲調是參照由吉爾伯特與薩利文作曲的《少將之歌》。

## 歌曲簡介
歌詞中元素的次序是根據詩歌的格律和頭韻法而定的，反而與元素周期表沒有什麼關係。這可以於歌詞的首末段看到：
There's antimony, arsenic, aluminum, selenium,

And hydrogen and oxygen and nitrogen and rhenium,

...  

And argon, krypton, neon, radon, xenon, zinc, and rhodium,

And chlorine, carbon, cobalt, copper, tungsten, tin, and sodium.

These are the only ones of which the news has come to Harvard,

And there may be many others, but they haven't been discovered.
萊勒是哈佛大學的數學講師，尾韻「Harvard（哈佛）」和「discovered（發現）」是在模仿波士頓口音，一個 非R音的方式，使這兩個詞押韻，萊勒通常不會用這個口音說話的。

## 外部連結
- 湯姆·萊勒的《元素》－－ 社區音頻
- 湯姆·萊勒的《元素》，邁克·斯坦菲爾的動畫版本 －－ 私人的手 （页面存档备份，存于）
- 歌詞 （页面存档备份，存于）
- 吉他和弦 －－ alt.guitar.tab newsgroup
- 動畫版 （页面存档备份，存于）